# Canada op de Olympische Zomerspelen 2004
Canada nam deel aan de Olympische Zomerspelen 2004 in Athene, Griekenland. De Canadese selectie bestond uit 263 atleten (130 mannen en 133 vrouwen). Zij kwamen uit in 27 olympische sportdisciplines. Judoka Nicolas Gill was vlaggendrager bij de openingsceremonie.
Het aantal van 263 sporters was het laagste aantal sinds 1972 toen de selectie uit 208 deelnemers bestond. Dit was het gevolg van strengere kwalificatie-eisen die het Canadees Nationaal Olympisch Comité hanteerde. De focus lag nu meer op het zo goed mogelijk begeleiden van de medaillekandidaten. Dit was een reactie was op de mindere resultaten op de Spelen van 2000. Desondanks werden in Athene twee medailles minder gewonnen dan in Sydney.

## Medailleoverzicht
| Sport          | Olympiër                                                      | Onderdeel               | Medaille |
| -------------- | ------------------------------------------------------------- | ----------------------- | -------- |
| Gymnastiek     | Kyle Shewfelt                                                 | vloer (m)               | Goud     |
| Kanovaren      | Adam van Koeverden                                            | K-1 500m (m)            | Goud     |
| Wielrennen     | Lori-Ann Muenzer                                              | sprint (v)              | Goud     |
| Gymnastiek     | Karen Cockburn                                                | trampoline (v)          | Zilver   |
| Roeien         | Cameron Baerg Thomas Herschmiller Jake Wetzel Barney Williams | vier-zonder (m)         | Zilver   |
| Schoonspringen | Alexandre Despatie                                            | 3m plank (m)            | Zilver   |
| Wielrennen     | Marie-Hélène Prémont                                          | mountainbike (v)        | Zilver   |
| Worstelen      | Tonya Verbeek                                                 | -55kg vrije stijl (m)   | Zilver   |
| Zeilen         | Ross MacDonald Mike Wolfs                                     | star (m)                | Zilver   |
| Kanovaren      | Adam van Koeverden                                            | K-1 1000m (m)           | Brons    |
| Kanovaren      | Caroline Brunet                                               | K-1 500m (v)            | Brons    |
| Schoonspringen | Blythe Hartley Émilie Heymans                                 | 10m toren synchroon (v) | Brons    |

## Deelnemers en resultaten per onderdeel

### Atletiek
| Olympiër                                                     | Onderdeel                | Resultaat | Prestatie                                                                                           |
| ------------------------------------------------------------ | ------------------------ | --------- | --------------------------------------------------------------------------------------------------- |
| Pierre Browne                                                | 100m (m)                 | 19e       | serie 7: 5de in 10,32 kwartfinale 1: 6de in 10,21                                                   |
| Nicolas Macrozonaris                                         | 100m (m)                 | 28e       | serie 9: 2de in 10,40 kwartfinale 2: 6de in 10,28                                                   |
| Gary Reed                                                    | 800m (m)                 | 18e       | serie 9: 1ste in 1.46,74 halve finale 2: 7de in 1.47,38                                             |
| Achraf Tadili                                                | 800m (m)                 | 31e       | serie 2: 4de in 1.46,63                                                                             |
| Kevin Sullivan                                               | 1500m (m)                | 19e       | serie 1: 6de in 3.39,90 halve finale 2: 9de in 3.42,86                                              |
| Charles Allen                                                | 110m horden (m)          | 6e        | serie 3: 2de in 13,35 kwartfinale 1: 2de in 13,30 halve finale 1: 4de in 13,23 finale: 6de in 13,48 |
| Charles Allen Pierre Browne Anson Henry Nicolas Macrozonaris | 4x100m (m)               | 9e        | serie 1: 7de in 38,64                                                                               |
| Tim Berrett                                                  | 50km snelwandelen (m)    | 31e       | 4:10.31                                                                                             |
| Mark Boswell                                                 | hoogspringen (m)         | 7e        | kwalificatie groep A: 1ste met 2,28m finale: 7de met 2,29m                                          |
| Brad Snyder                                                  | kogelstoten (m)          | 20e       | kwalificatie groep B: 11de met 19,46m                                                               |
| Jason Tunks                                                  | discuswerpen (m)         | 16e       | kwalificatie groep A: 8ste met 61,21m                                                               |
|                                                              |                          |           | |
| Diane Cummins                                                | 800m (v)                 | 14e       | serie 2: 5de in 2.01,19 halve finale 3: 4de in 2.00,30                                              |
| Courtney Babcock                                             | 1500m (v)                | 26e       | serie 1: 9de in 4.08,18                                                                             |
| Carmen Douma Hussa                                           | 1500m (v)                | 9e        | serie 3: 2de in 4.06,90 halve finale 2: 6de in 4.05,09 finale: 9de in 4.02,31                       |
| Malindi Elmore                                               | 1500m (v)                | 32e       | serie 2: 10de in 4.09,81                                                                            |
| Courtney Babcock                                             | 5000m (v)                | 29e       | serie 2: 16de in 15.47,35                                                                           |
| Émilie Mondor                                                | 5000m (v)                | 17e       | serie 1: 8ste in 15.20,15                                                                           |
| Perdita Felicien                                             | 100m horden (v)          | DNF       | serie 3: 2de in 12,73 halve finale 1: 1ste in 12,49 finale: niet gefinisht                          |
| Priscilla Lopes                                              | 100m horden (v)          | 20e       | serie 4: 5de in 13,08                                                                               |
| Angela Whyte                                                 | 100m horden (v)          | 6e        | serie 2: 3de in 13,01 halve finale 2: 4de in 12,69 finale: 6de in 12,81                             |
| Dana Ellis                                                   | polsstokhoogspringen (v) | 6e        | kwalificatie groep A: 5de met 4,40m finale: 6de met 4,40m                                           |
| Stephanie McCann                                             | polsstokhoogspringen (v) | 10e       | kwalificatie groep A: 6de met 4,40m finale: 10de met 4,40m                                          |

### Badminton
| Olympiër                       | Onderdeel      | Resultaat | Prestatie                                                        |
| ------------------------------ | -------------- | --------- | ---------------------------------------------------------------- |
| Charmaine Reid                 | enkelspel (v)  | 17e       | 1ste ronde: V van KOR Jun: 4-11, 5-11                            |
| Denyse Julien Anna Rice        | dubbelspel (v) | 17e       | 1ste ronde: V van THA Chankrachangwong/Thungthongkam: 3-11, 4-11 |
| Helen Nichol Charmaine Reid    | dubbelspel (v) | 17e       | 1ste ronde: V van TPE Cheng/Chien: 0-11, 10-11                   |
|                                |                |           |                                                                  |
| Philippe Bourret Denyse Julien | dubbelspel (g) | 17e       | 1ste ronde: V van NZL Petersen/Shirley: 4-15, 6-15               |
| Mike Beres Jody Patrick        | dubbelspel (g) | 17e       | 1ste ronde: V van SWE Bergström/Persson: 17-15, 11-15, 4-15      |

### Boogschieten
| Olympiër           | Onderdeel       | Resultaat | Prestatie                                                                   |
| ------------------ | --------------- | --------- | --------------------------------------------------------------------------- |
| Jonathan Ohayon    | individueel (m) | 47e       | plaatsingsronde: 50ste met 632 punten 1ste ronde: V van UKR Roeban: 140-157 |
|                    |                 |           |                                                                             |
| Marie-Pier Beaudet | individueel (v) | 56e       | plaatsingsronde: 47ste met 616 punten 1ste ronde: V van GER Phohl: 128-146  |

### Boksen
| Olympiër          | Onderdeel | Resultaat | Prestatie                                                                                    |
| ----------------- | --------- | --------- | -------------------------------------------------------------------------------------------- |
| Andrew Kooner     | -54kg (m) | 5e        | 1ste ronde: vrij 2de ronde: W van VEN Espinoza: 37-20 kwartfinale: V van UZB Sultonov: 32-44 |
| Benoit Gaudet     | -57kg (m) | 9e        | 1ste ronde: W van THA Kamsing: 32-17 2de ronde: V van KOR Jo: 16-28                          |
| Benoit Gaudet     | -69kg (m) | 17e       | 1ste ronde: V van AZE Kharov: scheidsrechterlijke beslissing                                 |
| Jean Pascal       | -75kg (m) | 17e       | 1ste ronde: V van CUB Despaigne: 24-36                                                       |
| Trevor Stewardson | -81kg (m) | 9e        | 1ste ronde: W van CPV Furtado: 36-20 2de ronde: V van EGY El Shamy: 22-38                    |

### Gewichtheffen
| Olympiër        | Onderdeel  | Resultaat | Prestatie                                                  |
| --------------- | ---------- | --------- | ---------------------------------------------------------- |
| Akos Sandor     | -105kg (m) | DNF       | trekken: geen geldige poging                               |
|                 |            |           |                                                            |
| Maryse Turcotte | -58kg (v)  | 11e       | trekken: 11de met 90kg stoten: 7de met 120kg totaal: 210kg |

### Gymnastiek
| Olympiër                                                                                    | Onderdeel                | Resultaat  | Prestatie |
| Trampoline                                                                                  | Trampoline               | Trampoline | Trampoline |
| ------------------------------------------------------------------------------------------- | ------------------------ | ---------- | --- |
| Mathieu Turgeon                                                                             | mannen                   | 11e        | kwalificatie: 1ste ronde: 13de met 26,6 punten 2de ronde: 11de met 36,8 punten totaal: 63,4 punten |
|                                                                                             |                          |            | |
| Karen Cockburn                                                                              | vrouwen                  | Zilver     | kwalificatie: 5de 1ste ronde: 8ste met 27,0 punten 2de ronde: 4de met 38,1 punten totaal: 65,1 punten finale: 2de met 39,2 punten |
| Heather Ross-McManus                                                                        | vrouwen                  | 6e         | kwalificatie: 6de 1ste ronde: 11de met 26,8 punten 2de ronde: 6de met 37,0 punten totaal: 63,8 punten finale: 6de met 37,4 punten |
| Turnen                                                                                      |                          |            | |
| Kyle Shewfelt                                                                               | vloer (m)                | Goud       | kwalificatie: 3de met 9,737 punten finale: 1ste met 9,787 punten |
| Kyle Shewfelt                                                                               | sprong (m)               | 31e        | kwalificatie: 5de met 9,687 punten finale: 4de met 9,599 punten |
| Grant Golding                                                                               | meerkamp individueel (m) | 31e        | kwalificatie: vloer: 28ste met 9,512 punten sprong: 66ste met 9,125 punten brug: 64ste met 8,962 punten rekstok 72ste met 8,500 punten ringen: 23ste met 9,650 punten paard met bogen: 45ste met 9,262 punten totaal: 55,011 punten                                                                                 |
| Ken Ikeda                                                                                   | meerkamp individueel (m) | 89e        | kwalificatie: sprong: 75ste met 8,937 punten brug: 70ste met 8,687 punten paard met bogen: 65ste met 8,900 punten totaal: 26,524 punten |
| Sasha Jeltkov                                                                               | meerkamp individueel (m) | 45e        | kwalificatie: vloer: 51ste met 9,175 punten sprong: 77ste met 8,900 punten brug: 68ste met 8,787 punten rekstok 29ste met 9,625 punten ringen: 72ste met 8,562 punten paard met bogen: 81ste met 7,600 punten totaal: 52,649 punten                                                                                 |
| David Kikuchi                                                                               | meerkamp individueel (m) | 58e        | kwalificatie: vloer: 69ste met 8,825 punten brug: 24ste met 9,625 punten rekstok 62ste met 9,075 punten ringen: 45ste met 9,500 punten paard met bogen: 40ste met 9,412 punten totaal: 46,437 punten |
| Kyle Shewfelt                                                                               | meerkamp individueel (m) | 78e        | kwalificatie: vloer: 3de met 9,737 punten sprong: 5de met 9,687 punten rekstok 57ste met 9,212 punten ringen: 76ste met 8,112 punten totaal: 36,748 punten |
| Adam Wong                                                                                   | meerkamp individueel (m) | 29e        | kwalificatie: vloer: 46ste met 9,325 punten sprong: 65ste met 9,137 punten brug: 53ste met 9,262 punten rekstok 61ste met 9,087 punten ringen: 61ste met 9,112 punten paard met bogen: 47ste met 9,237 punten totaal: 55,160 punten                                                                                 |
| Grant Golding Ken Ikeda Sasha Jeltkov David Kikuchi Kyle Shewfelt Adam Wong                 | meerkamp team (m)        | 11e        | kwalificatie: vloer: 7de met 37,749 punten sprong: 12de met 36,886 punten brug: 10de met 36,636 punten rekstok 10de met 36,999 punten ringen: 12de met 36,824 punten paard met bogen: 12de met 36,811 punten totaal: 221,905 punten                                                                                 |
|                                                                                             |                          |            | |
| Kate Richardson                                                                             | vloer (v)                | 7e         | kwalificatie: 6de met 9,562 punten finale: 7de met 9,312 punten |
| Melanie Banville                                                                            | meerkamp individueel (v) | 24e        | kwalificatie: 22ste vloer: 23ste met 9,362 punten sprong: 42ste met 9,200 punten brug: 57ste met 9,062 punten balk: 34ste met 9,025 punten totaal: 36,649 punten finale: vloer: 23ste met 8,462 punten sprong: 14de met 9,200 punten brug: 24ste met 8,025 punten balk: 16de met 8,787 punten totaal: 34,474 punten |
| Gael Mackie                                                                                 | meerkamp individueel (v) | 95e        | kwalificatie: brug: 54ste met 9,100 punten |
| Heather Mary Purnell                                                                        | meerkamp individueel (v) | 40e        | kwalificatie: vloer: 19de met 9,400 punten sprong: 42ste met 9,200 punten brug: 70ste met 8,712 punten balk: 67ste met 8,500 punten totaal: 35,812 punten |
| Amelie Plante                                                                               | meerkamp individueel (v) | 38e        | kwalificatie: vloer: 31ste met 9,287 punten sprong: 58ste met 9,112 punten brug: 23ste met 9,475 punten balk: 76ste met 8,075 punten totaal: 35,949 punten |
| Kate Richardson                                                                             | meerkamp individueel (v) | 18e        | kwalificatie: 14de vloer: 6de met 9,562 punten sprong: 39ste met 9,212 punten brug: 42ste met 9,275 punten balk: 25ste met 9,175 punten totaal: 37,224 punten finale: vloer: 12de met 9,400 punten sprong: 10de met 9,262 punten brug: 23ste met 8,087 punten balk: 11de met 9,037 punten totaal: 35,786 punten     |
| Kylie Stone                                                                                 | meerkamp individueel (v) | 81e        | kwalificatie: vloer: 56ste met 8,912 punten sprong: 51ste met 9,1337 punten balk: 38ste met 8,975 punten totaal: 27,024 punten |
| Melanie Banville Gael Mackie Heather Mary Purnell Amelie Plante Kate Richardson Kylie Stone | meerkamp team (v)        | 24e        | kwalificatie: vloer: 4de met 37,611 punten sprong: 10de met 36,749 punten brug: 10de met 39,612 punten balk: 10de met 35,675 punten totaal: 146,947 punten |

### Honkbal
| Olympiër | Onderdeel | Resultaat | Prestatie |
| --- | --------- | --------- | --- |
| Chris Begg Todd Betts Richard Clapp Éric Cyr Phil Devey Jason Dickson Rob Ducey Jeff Guiel Shawn Hill Mike Johnson Danny Klassen Mike Kusiewicz Pierre-Luc Laforest Chris Mears Aaron Myette Kevin Nicholson John Ogiltree Peter Orr Simon Pond Ryan Radmanovich Paul Spoljaric Adam Stern Andy Stewart Jeremy Ware Thomas Whitty | mannen    | 4e        | voorronde: 3de W van Chinees Taipei: 7-0 W van Italië: 9-3 W van Nederland: 7-0 W van Griekenland: 2-0 V van Japan: 1-9 V van Cuba: 2-5 W van Australië: 11-0 halve finale: V van Cuba: 5-8 bronzen finale: V van Japan: 2-11 |

| Groepsfase |                |             |             |             |
| #          | Land           | Wedstrijden | Wedstrijden | Wedstrijden |
| #          | Land           | G           | W           | V           |
| 1          | Japan          | 7           | 6           | 1           |
| 2          | Cuba           | 7           | 6           | 1           |
| 3          | Canada         | 7           | 5           | 2           |
| 4          | Australië      | 7           | 4           | 3           |
| 5          | Chinees Taipei | 7           | 3           | 4           |
| 6          | Nederland      | 7           | 2           | 5           |
| 7          | Griekenland    | 7           | 1           | 6           |
| 8          | Italië         | 7           | 1           | 6           |

| Ronde          | Datum  | Plaats | Land | Score          | Land |
| -------------- | ------ | ------ | ---- | -------------- | ---- |
| Groepsfase     |        |        |      |                |      |
| 15 augustus    | Athene | Canada | 7-0  | Chinees Taipei |      |
| 16 augustus    | Athene | Canada | 9-3  | Italië         |      |
| 17 augustus    | Athene | Canada | 7-0  | Nederland      |      |
| 18 augustus    | Athene | Canada | 2-0  | Griekenland    |      |
| 20 augustus    | Athene | Canada | 1-9  | Japan          |      |
| 21 augustus    | Athene | Canada | 2-5  | Cuba           |      |
| 22 augustus    | Athene | Canada | 11-0 | Australië      |      |
| Halve finale   |        |        |      |                |      |
| 24 augustus    | Athene | Canada | 5-8  | Cuba           |      |
| Bronzen finale |        |        |      |                |      |
| 26 augustus    | Athene | Canada | 2-11 | Japan          |      |

### Kanovaren
| Olympiër                                                       | Onderdeel     | Resultaat | Prestatie |
| Slalom                                                         | Slalom        | Slalom    | Slalom |
| -------------------------------------------------------------- | ------------- | --------- | --- |
| James Cartwright                                               | C-1 (m)       | 9e        | voorronde: 10de 1ste ronde: 11de in 105,79 2de ronde: 10de met 105,17 totaal: 210,96 halve finale: 9de in 100,45                                   |
| David Ford                                                     | K-1 (m)       | 4e        | voorronde: 16de 1ste ronde: 18de in 101,30 2de ronde: 14de met 98,57 totaal: 199,87 halve finale: 7de in 95,83 finale: 4de in 96,75 totaal: 192,58 |
|                                                                |               |           | |
| David Ford                                                     | K-1 (v)       | 4e        | voorronde: 1ste ronde: 16de in 123,02 2de ronde: 17de met 121,89 totaal: 244,91                                                                    |
| Vlakwater                                                      |               |           | |
| Richard Dalton                                                 | C-1 500m (m)  | 6e        | serie 3: 3de in 1.50,005 halve finale 2: 3de in 1.51,027 finale: 6de in 1.48,103                                                                   |
| Stephen Giles                                                  | C-1 1000m (m) | 5e        | serie 2: 2de in 3.52,451 halve finale 2: 1ste in 3.51,720 finale: 5de in 3.51,457                                                                  |
| Attila Buday Tamas Buday Jr.                                   | C-2 500m (m)  | 8e        | serie 1: 2de in 1.40,488 finale: 8ste in 1.41,210                                                                                                  |
| Richard Dalton Michael Scarola                                 | C-2 1000m (m) | 6e        | serie 1: 4de in 3.31,123 halve finale: 2de in 3.32,280 finale: 6de in 3.45,638                                                                     |
| Adam van Koeverden                                             | K-1 500m (m)  | Goud      | serie 3: 1ste in 1.37,591 halve finale 3: 1ste in 1.38,907 finale: 1ste in 1.37,919                                                                |
| Adam van Koeverden                                             | K-1 1000m (m) | Brons     | serie 2: 2de in 3.21,984 halve finale 2: 1ste in 3.27,502 finale: 3de in 3.28,218                                                                  |
| Steven Jorens Richard Dober                                    | K-2 500m (m)  | 16e       | serie 3: 5de in 1.31,985 halve finale 2: 7de in 1.34,318                                                                                           |
| Steven Jorens Richard Dober Ryan Cuthbert Andrew Willows       | K-4 1000m (m) | 9e        | serie 1: 5de in 2.56,336 halve finale: 3de in 2.55,926 finale: 9de in 3.07,714                                                                     |
|                                                                |               |           | |
| Caroline Brunet                                                | K-1 500m (v)  | Brons     | serie 2: 1ste in 1.50,366 finale: 3de in 1.50,601                                                                                                  |
| Caroline Brunet Mylanie Barre                                  | K-2 500m (v)  | 7e        | serie 1: 3de in 1.43,434 finale: 7de in 1.42,833                                                                                                   |
| Karen Furneaux Carrie Lightbound Kamini Jain Jillian D'Alessio | K-4 500m (v)  | 8e        | serie 1: 3de in 1.43,434 halve finale: 3de in 1.35,645 finale: 8ste in 1.39,952                                                                    |

### Judo
| Olympiër              | Onderdeel  | Resultaat | Prestatie |
| --------------------- | ---------- | --------- | --- |
| Keith Morgan          | -90kg (m)  | 9e        | 1ste ronde: W van IRI Fallah: ippon 2de ronde: W van EGY Mesbah: yuko kwartfinale: V van KOR Hwang: waza-ari herkansingen: V van NED Huizinga: ippon                                                                                    |
| Nicolas Gill          | -100kg (m) | 21e       | 1ste ronde: vrij 2de ronde: V van ITA Monti: ippon |
|                       |            |           | |
| Keith Morgan          | -48kg (v)  | 9e        | 1ste ronde: vrij 2de ronde: V van GER Matijass: ippon herkansingen: V van KOR Ye: yukon |
| Marie Helene Chisholm | -63kg (v)  | 5e        | 1ste ronde: W van GER von Harnier: ippon 2de ronde: W van CHN Li: yuko kwartfinale: V van JPN Tanimoto: ippon herkansingen: W van TUN Dhahri: ippon herkansingen 2: W van FRA Décosse: ippon bronzen finale: V van SLO Žolnir: waza-ari |
| Catherine Roberge     | -70kg (v)  | 9e        | 1ste ronde: vrij 2de ronde: W van GBR Howey: yuko kwartfinale: V van GER Böhm: yuko herkansingen: V van CHN Dongya: ippon |
| Amy Cotton            | -78kg (v)  | 15e       | 1ste ronde: W van GAB Engoang: ippon 2de ronde: V van ITA Morico: ippon |

### Moderne vijfkamp
| Olympiër       | Onderdeel | Resultaat | Prestatie |
| -------------- | --------- | --------- | --- |
| Kara Grant     | vrouwen   | 22e       | schietsport: 21ste met 169 punten (964 punten) schermen: 13de met 16 overwinningen (832 punten) zwemmen: 32ste in 2.43,37 (960 punten) paardensport: 18de met 104 strafpunten (1096 punten) atletiek: 5de in 11.01,57 (1076 punten) totaal: 4928 punten   |
| Monica Pinette | vrouwen   | 13e       | schietsport: 10de met 178 punten (1072 punten) schermen: 4de met 20 overwinningen (944 punten) zwemmen: 30ste in 2.32,62 (1092 punten) paardensport: 23ste met 168 strafpunten (1032 punten) atletiek: 22ste in 11.30,55 (960 punten) totaal: 5100 punten |

### Paardensport
| Olympiër                                                               | Onderdeel   | Resultaat | Prestatie |
| Dressuur                                                               | Dressuur    | Dressuur  | Dressuur |
| ---------------------------------------------------------------------- | ----------- | --------- | --- |
| Ashley Holzer                                                          | individueel | 42e       | Grand Prix Test: 31ste met 64,667% |
| Cynthia Ishoy                                                          | individueel | 31e       | Grand Prix Test: 31ste met 66,583% |
| Leslie Reid                                                            | individueel | 35e       | Grand Prix Test: 35ste met 66,083% |
| Belinda Trussell                                                       | individueel | 36e       | Grand Prix Test: 31ste met 66,00% |
| Ashley Holzer Cynthia Ishoy Leslie Reid Belinda Trussell               | team        | 9e        | 66,222% |
| Eventing                                                               |             |           | |
| Hawley Bennett                                                         | individueel | 64e       | dressuur: 47ste met 61,2 strafpunten cross-country: 66ste met 94,8 strafpunten springconcours: 39ste met 12 strafpunten totaal: 168,0 strafpunten |
| Bruce Mandeville                                                       | individueel | 41e       | dressuur: 60ste met 66,4 strafpunten cross-country: 40ste met 10,8 strafpunten springconcours: 39ste met 12 strafpunten totaal: 89,2 strafpunten |
| Ian Roberts                                                            | individueel | 67e       | dressuur: 68ste met 70,6 strafpunten cross-country: 69ste met 137,0 strafpunten springconcours: 60ste met 22 strafpunten totaal: 229,6 strafpunten |
| Garry Roque                                                            | individueel | 55e       | dressuur: 52ste met 63,4 strafpunten cross-country: 58ste met 45,6 strafpunten springconcours: 54ste met 15 strafpunten totaal: 124,0 strafpunten |
| Michael Winter                                                         | individueel | 40e       | dressuur: 51ste met 63,2 strafpunten cross-country: 47ste met 16,8 strafpunten springconcours: 25ste met 8 strafpunten totaal: 88,0 strafpunten |
| Hawley Bennett Bruce Mandeville Ian Roberts Garry Roque Michael Winter | team        | 12e       | dressuur: 12de met 187,8 strafpunten cross-country: 12de met 73,2 strafpunten springconcours: 11de met 32 strafpunten totaal: 301,2 strafpunten |
| Springconcours                                                         |             |           | |
| Ian Millar                                                             | individueel | 22e       | kwalificatie: 42ste 1ste ronde:57ste met 11 strafpunten 2de ronde: 41ste met 10 strafpunten 3de ronde: 38ste met 10 strafpunten totaal: 31 strafpunten finale: 1ste ronde: 11de met 8 strafpunten 2de ronde: 22ste met 22 strafpunten totaal: 30 strafpunten |

### Roeien
| Olympiër | Onderdeel              | Resultaat | Prestatie |
| --- | ---------------------- | --------- | --- |
| Dave Calder Chris Jarvis | twee-zonder (m)        | DNF       | serie 3: 2de in 6.56,23 halve finale 2: gediskwalificeerd                                                    |
| Iain Brambell Jonathan Mandick Gavin Hassett Jon Beare                                                                                    | lichte vier-zonder (m) | 5e        | serie 1: 1ste in 5.51,18 halve finale 1: 3de in 5.57,44 finale: 5de in 6.07,04                               |
| Cameron Baerg Thomas Herschmiller Jake Wetzel Barney Williams                                                                             | vier-zonder (m)        | Zilver    | serie 1: 1ste in 6.26,38 halve finale 1: 1ste in 5.50,68 finale: 2de in 6.07,06                              |
| Scott Frandsen Kevin Light Ben Rutledge Kyle Hamilton Adam Kreek Andrew Hoskins Joe Stankevicius Jeff Powell Brian Price                  | acht (m)               | 5e        | serie 2: 2de in 5.20,46 herkansingen: 1ste in 5.32,51 finale: 5de in 5.51,66                                 |
| |                        |           | |
| Mara Jones Fiona Milne | lichte dubbel-twee (v) | 8e        | serie 3: 2de in 6.53,47 herkansingen: 2de in 6.54,04 halve finale 2: 4de in 6.56,64 finale B: 2de in 7.26,07 |
| Darcy Marquardt Buffy-Lynne Williams | twee-zonder (v)        | 4e        | serie 2: 2de in 7.42,36 herkansingen: 1ste in 7.08,32 finale: 4de in 7.13,33                                 |
| Anna-Marie de Zwager Pauline van Roessel Jacqui Cook Andréanne Morin Roslyn McLeod Karen Clark Romina Stefancic Sabrina Kolker Sarah Pape | acht (v)               | 7e        | serie 2: 3de in 6.12,40 herkansingen: 5de in 6.15,18                                                         |

### Softbal
| Olympiër | Onderdeel | Resultaat | Prestatie |
| --- | --------- | --------- | --- |
| Erin White Lauren Bay Sheena Lawrick Rachel Schill Sasha Olson Cindy Eadie Kristy Odamura Angela Lichty Ani Nyhus Alison Bradley Erin Cumpstone Kim Sarrazin Auburn Sigurdson Kaila Holtz Jackie Lance | vrouwen   | 5e        | groepsfase: 5de W van Chinees Taipei: 2-0 V van Griekenland: 0-2 V van China: 0-4 W van Japan: 1-0 V van Verenigde Staten: 0-7 V van Australië: 0-1 W van Italië: 1-0 |

| Groepsfase |                  |             |             |             |    |    |     |        |
| #          | Land             | Wedstrijden | Wedstrijden | Wedstrijden |    |    |     | Punten |
| #          | Land             | G           | W           | V           |    |    |     | Punten |
| 1          | Verenigde Staten | 7           | 7           | 0           | 41 | 0  | +41 | 1000   |
| 2          | Australië        | 7           | 6           | 1           | 22 | 14 | +8  | .857   |
| 3          | Japan            | 7           | 4           | 3           | 17 | 8  | +9  | .571   |
| 4          | China            | 7           | 3           | 4           | 15 | 20 | -5  | .429   |
| 5          | Canada           | 7           | 3           | 4           | 6  | 14 | -8  | .429   |
| 6          | Chinees Taipei   | 7           | 2           | 5           | 3  | 13 | -10 | .286   |
| 7          | Griekenland      | 7           | 2           | 5           | 6  | 24 | -18 | .286   |
| 8          | Italië           | 7           | 1           | 6           | 8  | 24 | -16 | .143   |

| Ronde       | Datum  | Plaats | Land | Score            | Land |
| ----------- | ------ | ------ | ---- | ---------------- | ---- |
| Groepsfase  |        |        |      |                  |      |
| 14 augustus | Athene | Canada | 2-0  | Chinees Taipei   |      |
| 15 augustus | Athene | Canada | 0-2  | Griekenland      |      |
| 16 augustus | Athene | Canada | 0-4  | China            |      |
| 17 augustus | Athene | Canada | 1-0  | Japan            |      |
| 18 augustus | Athene | Canada | 0-7  | Verenigde Staten |      |
| 19 augustus | Athene | Canada | 0-1  | Australië        |      |
| 20 augustus | Athene | Canada | 1-0  | Italië           |      |

### Schermen
| Olympiër                                          | Onderdeel      | Resultaat | Prestatie |
| ------------------------------------------------- | -------------- | --------- | --- |
| Joshua McGuire                                    | floret (m)     | 29e       | 1ste ronde: W van HKG Lau: 15-14 2de ronde: V van ITA Vanni: 12-15                                           |
| Michel Boulos                                     | sabel (m)      | 29e       | 1ste ronde: vrij 2de ronde: V van HUN Ferjancsik: 8-15                                                       |
|                                                   |                |           | |
| Catherine Dunette                                 | degen (v)      | 34e       | 1ste ronde: V van CUB Gómez: 9-11                                                                            |
| Monique Kavelaars                                 | degen (v)      | 30e       | 1ste ronde: W van RSA Barlow: 14-8 2de ronde: V van CHN Li: 11-15                                            |
| Sherraine Mackay                                  | degen (v)      | 18e       | 1ste ronde: vrij 2de ronde: V van GRE Hristou: 13-15                                                         |
| Catherine Dunette Julie Leprohon Sherraine Mackay | degen team (v) | 4e        | 1ste ronde: W van Hongarije: 38-37 halve finale: V van Rusland: 18-25 bronzen finale: V van Frankrijk: 37-45 |

### Schietsport
| Olympiër       | Onderdeel      | Resultaat | Prestatie                                                            |
| -------------- | -------------- | --------- | -------------------------------------------------------------------- |
| Cynthia Meyer  | trap (v)       | 16e       | kwalificatie: 16de met 52 punten (20-16-16)                          |
| Susan Nattrass | trap (v)       | 6e        | kwalificatie: 5de met 61 punten (20-22-19) finale: 6de met 76 punten |
| Cynthia Meyer  | dubbeltrap (v) | 11e       | kwalificatie: 11de met 101 punten (35-32-34)                         |
| Susan Nattrass | dubbeltrap (v) | 15e       | kwalificatie: 15de met 88 punten (30-33-25)                          |

### Schoonspringen
| Olympiër                            | Onderdeel               | Resultaat | Prestatie |
| ----------------------------------- | ----------------------- | --------- | --- |
| Alexandre Despatie                  | 3m plank (m)            | Zilver    | voorronde: 1ste met 517,59 punten halve finale: 3de met 254,73 punten finale: 3de met 501,24 punten totaal: 755,97 punten  |
| Alexandre Despatie                  | 10m toren (m)           | 4e        | voorronde: 2de met 500,55 punten halve finale: 1ste met 209,46 punten finale: 4de met 498,00 punten totaal: 707,46 punten  |
| Christopher Kalec                   | 10m toren (m)           | 14e       | voorronde: 12de met 429,72 punten halve finale: 17de met 177,12 punten totaal: 606,84 punten                               |
| Philippe Comtois Alexandre Despatie | 10m toren synchroon (m) | 5e        | 351,90 punten |
|                                     |                         |           | |
| Blythe Hartley                      | 3m plank (v)            | 5e        | voorronde: 2de met 321,33 punten halve finale: 6de met 229,62 punten finale: 5de met 343,83 punten totaal: 573,00 punten   |
| Émilie Heymans                      | 3m plank (v)            | 10e       | voorronde: 7de met 305,04 punten halve finale: 8ste met 225,96 punten finale: 10de met 304,77 punten totaal: 530,73 punten |
| Myriam Boileau                      | 10m toren (v)           | 7e        | voorronde: 9de met 329,64 punten halve finale: 6de met 187,92 punten finale: 7de met 342,33 punten totaal: 530,25 punten   |
| Émilie Heymans                      | 10m toren (v)           | 4e        | voorronde: 3de met 351,12 punten halve finale: 8ste met 187,05 punten finale: 4de met 367,98 punten totaal: 555,03 punten  |
| Blythe Hartley Émilie Heymans       | 3m plank synchroon (v)  | 7e        | 276,90 punten |
| Blythe Hartley Émilie Heymans       | 10m toren synchroon (v) | Brons     | 327,78 punten |

### Synchroonzwemmen
| Olympiër | Onderdeel | Resultaat | Prestatie |
| --- | --------- | --------- | --- |
| Fanny Letourneau Courtenay Stewart | duet      | 6e        | kwalificatie: 6de technisch: 6de met 47,500 punten vrij: 8ste met 46,667 punten totaal: 95,167 punten finale: technisch: 6de met 47,500 punten vrij: 6de met 47,834 punten totaal: 95,334 punten |
| Erin Chan Jessica Chase Jessika Dubuc Marie Pierre Gagne Fanny Letourneau Shayna Nackoney Anouk Reniere Lafreniere Courtenay Stewart Nicole Cargill | team      | 5e        | technisch: 5de met 47,584 punten vrij: 5de met 47,667 punten totaal: 95,251 punten |

### Taekwondo
| Olympiër           | Onderdeel | Resultaat | Prestatie |
| ------------------ | --------- | --------- | --- |
| Ivett Gonda        | -49kg (v) | 5e        | voorronde: W van EGY Anwar: 3-2 kwartfinale: W van VEN Contreras: 3-2 halve finale: V van TPE Chen: 2-3 herkansingen: V van THA Boorapolchai: 1-2 |
| Dominique Bosshart | +67kg (v) | 7e        | voorronde: V van FRA Baverel: 6-7 herkansingen: V van ITA Castrignano: 3-6                                                                        |

### Tafeltennis
| Olympiër                          | Onderdeel      | Resultaat | Prestatie |
| --------------------------------- | -------------- | --------- | --- |
| Johnny Huang                      | enkelspel (m)  | 33e       | 1ste ronde: vrij 2de ronde: V van SCG Karakašević: 2-4 (11-7, 8-11, 5-11, 11-9, 9-11, 9-11) |
| Johnny Huang Faazil Kassam        | dubbelspel (m) | 17e       | 1ste ronde: W van AUS Brown/Lavale: 4-0 (11-9, 11-3, 11-6, 11-8) 2de ronde: V van SWE Persson/Waldner: 2-4 (7-11, 18-16, 3-11, 11-7, 11-6)                                                          |
|                                   |                |           | |
| Petra Cada                        | enkelspel (v)  | 17e       | 1ste ronde: W van TUN Guenni: 4-0 (11-4, 11-7, 11-4, 11-7) 2de ronde: W van HUN Bátorfi: 4-3 (11-7, 9-11, 16-18, 11-6, 11-8, 8-11, 12-10) 3de ronde: V van SIN Jiawei: 0-4 (4-11, 6-11, 7-11, 8-11) |
| Petra Cada Marie-Christine Roussy | dubbelspel (v) | 17e       | 1ste ronde: vrij 2de ronde: W van GRE Mirou/Volakaki: 4-1 (11-8, 4-11, 11-7, 11-9, 11-8) 3de ronde: V van RUS Ganina/Palina: 0-4 (5-11, 2-11, 7-11, 6-11)                                           |

### Tennis
| Olympiër                        | Onderdeel      | Resultaat | Prestatie                                                                                         |
| ------------------------------- | -------------- | --------- | ------------------------------------------------------------------------------------------------- |
| Frédéric Niemeyer               | enkelspel (m)  | 33e       | 1ste ronde: V van USA Dent: 2-6, 6-3, 4-6                                                         |
| Daniel Nestor Frédéric Niemeyer | dubbelspel (m) | 9e        | 1ste ronde: W van SVK Beck/Hrbatý: 6-2, 7-5 2de ronde: V van FRA Llodra/Santoro: 6-3, 6-7(5), 6-3 |

### Triatlon
| Olympiër         | Onderdeel | Resultaat | Prestatie  |
| ---------------- | --------- | --------- | ---------- |
| Brent McMahon    | mannen    | 39e       | 1:59.44,57 |
| Simon Whitfield  | mannen    | 11e       | 1:53.15,81 |
|                  |           |           |            |
| Samantha McGlone | vrouwen   | 27e       | 2:10.14,24 |
| Carol Montgomery | vrouwen   | 35e       | 2:15.25,62 |
| Jill Savege      | vrouwen   | 39e       | 2:18.10,99 |

### Volleybal
| Olympiër                     | Onderdeel | Resultaat | Prestatie |
| ---------------------------- | --------- | --------- | --- |
| Mark Heese John Child        | beach (m) | 5e        | groep E: 3de V van SUI Heuscher/Kobel: 0-2 (26-28, 18-21) W van USA Blanton/Nygaard: 2-0 (21-16, 21-10) V van AUS Prosser/Williams: 1-2 (13-21, 21-15, 12-15) 2de ronde: W van ARG Baracetti/Conde: 2-0 (21-17, 21-17) kwartfinale: V van ESP Bosma/Herrera: 1-2 (24-22, 19-21, 16-18) |
|                              |           |           | |
| Guylaine Dumont Annie Martin | beach (v) | 5e        | groep D: 2de W van SUI Schnyder-Benoit/Kuhn: 2-0 (21-16, 21-13) V van USA McPeak/Youngs: 1-2 (13-21, 21-12, 9-15) W van NOR Maaseide/Glesnes: 2-0 (21-29, 29-27) 2de ronde: W van CUB Fernandez/Larrea: 2-0 (21-18, 21-19) kwartfinale: V van USA Walsh/ May: 0-2 (19-21, 14-21)       |

### Waterpolo
| Olympiër | Onderdeel | Resultaat | Prestatie |
| --- | --------- | --------- | --- |
| Marie Luc Arpin Johanne Begin Cora Campbell Melissa Collins Andrea Dewar Valerie Dionne Ann Dow Susan Gardiner Marianne Illing Whynter Lamarre Rachel Riddell / Christine Robinson Jana Salat | vrouwen   | 7e        | groep B: 4de V van Rusland: 6-8 W van Verenigde Staten: 6-5 V van Hongarije: 4-5 7-8ste plek: W van Kazachstan: 10-4 |

| Groep B |                  |             |             |             |             |        |        |        |        |
| #       | Land             | Wedstrijden | Wedstrijden | Wedstrijden | Wedstrijden | Punten | Punten | Punten | Punten |
| #       | Land             | G           | W           | G           | V           | V      | T      | Saldo  | Punten |
| 1       | Verenigde Staten | 3           | 2           | 1           | 0           | 20     | 16     | +4     | 4      |
| 2       | Rusland          | 3           | 2           | 1           | 0           | 21     | 22     | -1     | 4      |
| 3       | Hongarije        | 3           | 1           | 2           | 0           | 19     | 20     | -1     | 2      |
| 4       | Canada           | 3           | 1           | 2           | 0           | 16     | 18     | -2     | 2      |

| Ronde       | Datum  | Plaats           | Land | Score  | Land |
| ----------- | ------ | ---------------- | ---- | ------ | ---- |
| Groepsfase  |        |                  |      |        |      |
| 16 augustus | Athene | Rusland          | 8-6  | Canada |      |
| 18 augustus | Athene | Verenigde Staten | 5-6  | Canada |      |
| 20 augustus | Athene | Hongarije        | 5-4  | Canada |      |
| 7-8ste plek |        |                  |      |        |      |
| 22 augustus | Athene | Kazachstan       | 4-10 | Canada |      |

### Wielersport
| Olympiër             | Onderdeel        | Resultaat | Prestatie |
| Baan                 | Baan             | Baan      | Baan |
| -------------------- | ---------------- | --------- | --- |
| Lori-Ann Muenzer     | sprint (v)       | Goud      | kwalificatie: 4de in 11,380 1ste ronde: W van USA Reed: 11,881 kwartfinale: W van VEN Chirinos: 2-0 halve finale: W van AUS Meares: 2-1 finale: W van RUS Abassova: 2-0 |
| Lori-Ann Muenzer     | tijdrit (v)      | 7e        | 34,628 |
| Mountainbike         |                  |           | |
| Ryder Hesjedal       | mountainbike (m) | DNF       | niet gefinisht |
| Seamus McGrath       | mountainbike (m) | 9e        | 2:20.33 |
|                      |                  |           | |
| Kiara Bisaro         | mountainbike (v) | 15e       | 2:09.50 |
| Marie-Hélène Prémont | mountainbike (v) | Zilver    | 1:57.50 |
| Alison Sydor         | mountainbike (v) | 4e        | 1:59.47 |
| Weg                  |                  |           | |
| Michael Barry        | wegwedstrijd (m) | 31e       | 5:41.56 |
| Gordon Fraser        | wegwedstrijd (m) | DNF       | niet gefinisht |
| Eric Wohlberg        | wegwedstrijd (m) | DNF       | niet gefinisht |
|                      |                  |           | |
| Lyne Bessette        | tijdrit (v)      | 16e       | 33.24,19 |
| Susan Palmer-Komar   | tijdrit (v)      | 17e       | 33.26,01 |
| Lyne Bessette        | wegwedstrijd (v) | DNF       | niet gefinisht |
| Manon Jutras         | wegwedstrijd (v) | 30e       | 3:52.42 |
| Susan Palmer-Komar   | wegwedstrijd (v) | 11e       | 3:25.37 |

### Worstelen
| Olympiër        | Onderdeel   | Resultaat   | Prestatie |
| Vrije stijl     | Vrije stijl | Vrije stijl | Vrije stijl |
| --------------- | ----------- | ----------- | --- |
| Guivi Sissaouri | -60kg (m)   | 6e          | groep 2: 1ste W van RUS Umakhanov: 8-2 W van TUR Odabaşı: 5-4 kwartfinale: V van UKR Fedoryshyn: 0-6 5-6de plek: V van GEO Pogosian   |
| Evan MacDonald  | -66kg (m)   | 17e         | groep 2: 3de V van BUL Barzakov: 0-11 V van KAZ Spiridonov: 7-10                                                                      |
| Daniel Igali    | -73kg (m)   | 6e          | groep 2: 1ste W van TJK Abdusalomov: 5-2 W van AZE Aslanov: 7-1 kwartfinale: V van CUB Fundora: 1-3                                   |
|                 |             |             | |
| Evan MacDonald  | -48kg (v)   | 11e         | groep 1: 3de V van JPN Icho: 0-12 V van GER Wagner: 3-4                                                                               |
| Daniel Igali    | -55kg (v)   | Zilver      | groep 1: 1ste W van USA O'Donnell: 11-1 W van RUS Smirnova: 13-3 halve finale: W van SWE Karlsson: 3-1 finale: V van JPN Yoshida: 0-6 |
| Viola Yanik     | -63kg (v)   | 5e          | groep 2: 2de V van CHN Meng: 1-8 W van USA McMann: 5-2 5-8ste plek: W van GER Groß: 4-1 5-6de plek: W van BLR Khilko: 5-2             |
| Viola Yanik     | -72kg (v)   | 5e          | groep 3: 2de V van CHN Wang: 2-5 W van ITA Luszczak: 5-2 5-8ste plek: W van USA Montgomery: 8-3 5-6de plek: W van GER Schätzle        |

### Zeilen
| Olympiër                                 | Onderdeel   | Resultaat | Prestatie                                        |
| ---------------------------------------- | ----------- | --------- | ------------------------------------------------ |
| Richard Clarke                           | finn (m)    | 18e       | 134 punten: (10-18-15-22-19-15-OCS-14-8-11-2)    |
| Ross MacDonald Mike Wolfs                | star (m)    | Zilver    | 51,2 punten: (7-11-4-3-1-RDG-8-14-8-2-2)         |
|                                          |             |           |                                                  |
| Jen Provan Nikola Girke                  | 470 (v)     | 13e       | 103,0 punten: (4-13-17-11-12-7-2-19-6-19-12)     |
| Lisa Ross Chantal Leger Deirdre Crampton | yngling (v) | 16e       | 116,0 punten: (13-9-15-15-12-12-12-14-15-2-12)   |
|                                          |             |           |                                                  |
| Bernard Luttmer                          | laser       | 29e       | 245,0 punten: (15-25-22-21-27-33-31-DNF-9-32-30) |
| Oskar Johansson John Curtis              | tornado     | 15e       | 114,0 punten: (14-15-4-13-8-12-14-17-17-4-13)    |

### Zwemmen
| Olympiër                                                       | Onderdeel             | Resultaat | Prestatie                                                                     |
| -------------------------------------------------------------- | --------------------- | --------- | ----------------------------------------------------------------------------- |
| Matthew Rose                                                   | 50m vrije slag (m)    | 30e       | serie 10: 8ste in 23,01                                                       |
| Brent Hayden                                                   | 100m vrije slag (m)   | DNS       | niet gestart                                                                  |
| Rick Say                                                       | 100m vrije slag (m)   | DNS       | niet gestart                                                                  |
| Brent Hayden                                                   | 200m vrije slag (m)   | 13e       | serie 7: 6de in 1.49,56 halve finale 2: 7de in 1.50,00                        |
| Rick Say                                                       | 200m vrije slag (m)   | 6e        | serie 6: 2de in 1.49,32 halve finale 2: 5de in 1.48,16 finale: 6de in 1.47,55 |
| Andrew Hurd                                                    | 400m vrije slag (m)   | 13e       | serie 4: 4de in 3.50,81                                                       |
| Mark Johnston                                                  | 400m vrije slag (m)   | 22e       | serie 5: 8ste in 3.54,27                                                      |
| Andrew Hurd                                                    | 1500m vrije slag (m)  | 18e       | serie 3: 6de in 15.28,71                                                      |
| Matthew Rose                                                   | 100m rugslag (m)      | 27e       | serie 5: 8ste in 56,62                                                        |
| Keith Beavers                                                  | 200m rugslag (m)      | 14e       | serie 4: 4de in 2.00,97 halve finale 2: 6de in 1.59,98                        |
| Nathaniel O'Brien                                              | 200m rugslag (m)      | 12e       | serie 3: 1ste in 2.00,49 halve finale 1: 8ste in 2.00,13                      |
| Scott Dickens                                                  | 100m schoolslag (m)   | 19e       | serie 8: 7de in 1.02,16                                                       |
| Morgan Knabe                                                   | 100m schoolslag (m)   | 18e       | serie 8: 5de in 1.02,13                                                       |
| Mike Brown                                                     | 200m schoolslag (m)   | 6e        | serie 4: 3de in 2.12,69 halve finale 1: 2de in 2.12,14 finale: 6de in 2.11,94 |
| Morgan Knabe                                                   | 200m schoolslag (m)   | 29e       | serie 6: 8ste in 2.17,20                                                      |
| Mike Mintenko                                                  | 100m vlinderslag (m)  | 12e       | serie 8: 5de in 52,96 halve finale 1: 5de in 52,89                            |
| Nathaniel O'Brien                                              | 200m vlinderslag (m)  | 23e       | serie 2: 1ste in 2.00,12                                                      |
| Brian Johns                                                    | 200m wisselslag (m)   | 28e       | serie 5: 8ste in 2.03,95                                                      |
| Keith Beavers                                                  | 400m wisselslag (m)   | 16e       | serie 5: 6de in 4.21,47                                                       |
| Brian Johns                                                    | 400m wisselslag (m)   | 15e       | serie 5: 5de in 4.21,10                                                       |
| Yannick Lupien Riley Janes Mike Mintenko Brent Hayden          | 4x100m vrije slag (m) | 9e        | serie 2: 4de in 3.18,35                                                       |
| Mark Johnston Andrew Hurd Brian Johns Rick Say                 | 4x200m vrije slag (m) | 5e        | serie 1: 3de in 7.18,05 finale: 5de in 7.13,33                                |
| Riley Janes Mike Brown Mike Mintenko Brent Hayden              | 4x100m wisselslag (m) | 10e       | serie 1: 4de in 3.19,36                                                       |
|                                                                |                       |           |                                                                               |
| Brittany Reimer                                                | 200m vrije slag (v)   | 17e       | serie 6: 6de in 2.01,39                                                       |
| Brittany Reimer                                                | 400m vrije slag (v)   | 16e       | serie 5: 7de in 4.12,33                                                       |
| Brittany Reimer                                                | 800m vrije slag (v)   | 17e       | serie 2: 5de in 8.41,55                                                       |
| Erin Gammel                                                    | 100m rugslag (v)      | 17e       | serie 4: 7de in 1.02,47                                                       |
| Jennifer Fratesi                                               | 200m rugslag (v)      | 9e        | serie 5: 2de in 2.13,00 halve finale 1: 5de in 2.12,64                        |
| Elizabeth Warden                                               | 200m rugslag (v)      | 18e       | serie 3: 5de in 2.15,77                                                       |
| Rhiannon Leier                                                 | 100m schoolslag (v)   | 12e       | serie 6: 3de in 1.09,38 halve finale 2: 7de in 1.09,46                        |
| Lauren van Oosten                                              | 100m schoolslag (v)   | 11e       | serie 4: 4de in 1.09,93 halve finale 2: 6de in 1.09,45                        |
| Lauren van Oosten                                              | 200m schoolslag (v)   | 13e       | serie 4: 5de in 2.30,44 halve finale 1: 7de in 2.30,39                        |
| Elizabeth Warden                                               | 200m wisselslag (v)   | 15e       | serie 4: 6de in 2.17,12 halve finale 2: 8ste in 2.17,32                       |
| Elizabeth Warden                                               | 400m wisselslag (v)   | 11e       | serie 3: 2de in 4.46,27                                                       |
| Erin Gammel Lauren van Oosten Jennifer Fratesi Brittany Reimer | 4x100m wisselslag (v) | 11e       | serie 2: 6de in 4.09,84                                                       |

Afghanistan · Albanië · Algerije · Amerikaanse Maagdeneilanden · Amerikaans-Samoa · Andorra · Angola · Antigua en Barbuda · Argentinië · Armenië · Aruba · Australië · Azerbeidzjan · Bahama's · Bahrein · Bangladesh · Barbados · België · Belize · Benin · Bermuda · Bhutan · Bolivia · Bosnië en Herzegovina · Botswana · Brazilië · Britse Maagdeneilanden · Brunei · Bulgarije · Burkina Faso · Burundi · Cambodja · Canada · Centraal-Afrikaanse Republiek · Chili · China · Chinees Taipei · Colombia · Comoren · Congo-Brazzaville · Congo-Kinshasa · Cookeilanden · Costa Rica · Cuba · Cyprus · Denemarken · Djibouti · Dominica · Dominicaanse Republiek · Duitsland · Ecuador · Egypte · El Salvador · Equatoriaal-Guinea · Eritrea · Estland · Ethiopië · Fiji · Filipijnen · Finland · Frankrijk · Gabon · Gambia · Georgië · Ghana · Grenada · Griekenland · Groot-Brittannië · Guam · Guatemala · Guinee · Guinee‑Bissau · Guyana · Haïti · Honduras · Hongarije · Hongkong · Ierland · IJsland · India · Indonesië · Irak · Iran · Israël · Italië · Ivoorkust · Jamaica · Japan · Jemen · Jordanië · Kaaimaneilanden · Kaapverdië · Kameroen · Kazachstan · Kenia · Kirgizië · Kiribati · Koeweit · Kroatië · Laos · Lesotho · Letland · Libanon · Liberia · Libië · Liechtenstein · Litouwen · Luxemburg · Macedonië · Madagaskar · Malawi · Malediven · Maleisië · Mali · Malta · Marokko · Mauritanië · Mauritius · Mexico · Micronesië · Moldavië · Monaco · Mongolië · Mozambique · Myanmar · Namibië · Nauru · Nederland · Nederlandse Antillen · Nepal · Nicaragua · Nieuw-Zeeland · Niger · Nigeria · Noord-Korea · Noorwegen · Oeganda · Oekraïne · Oezbekistan · Oman · Oostenrijk · Oost‑Timor · Pakistan · Palau · Palestina · Panama · Papoea-Nieuw-Guinea · Paraguay · Peru · Polen · Portugal · Puerto Rico · Qatar · Roemenië · Rusland · Rwanda · Saint Kitts en Nevis · Saint Lucia · Saint Vincent en Grenadines · Salomonseilanden · Samoa · San Marino · Sao Tomé en Principe · Saoedi-Arabië · Senegal · Servië en Montenegro · Seychellen · Sierra Leone · Singapore · Slovenië · Slowakije · Soedan · Somalië · Spanje · Sri Lanka · Suriname · Swaziland · Syrië · Tadzjikistan · Tanzania · Thailand · Togo · Tonga · Trinidad en Tobago · Tsjaad · Tsjechië · Tunesië · Turkije · Turkmenistan · Uruguay · Vanuatu · Venezuela · Verenigde Arabische Emiraten · Verenigde Staten · Vietnam · Wit-Rusland · Zambia · Zimbabwe · Zuid-Afrika · Zuid-Korea · Zweden · Zwitserland